# Japán kalligráfia

Kúkai: Fúsincsó c. műve

A japán kalligráfia (書道 sodó) a japánul írt kalligráfia, amely egyike a japán művészeti ágaknak. A szó jelentése: az írás útja. A kifejezés tükrözi, hogy a kalligráfiára a tudatosság művészeteként és a szellemi fejlődés útjaként tekintenek. Tapasztalat útján kevésbé lehet elsajátítani, inkább az érzelemre kell ráhagyatkozni, a nem tudatos erőfeszítés által születik.
Sokáig nagy tisztelet övezte a 4. századi kínai kalligráfust, Vang Hszi-csét (Wang Xizhit), de a japán írásrendszer kialakulása után japán stílusú alkotások is születtek a kalligráfusok keze által. A japán kalligráfia kandzsikat (logogramokat) ír le, de vannak hiraganák és katakanák is.

## Történelem

### Kínai hatás

Wang Xizhi alkotása, japán címe: Raiteidzso

Kezdetben még nem volt írott nyelv Japánban. A kalligráfia a kínai írásjegyek átvételével kezdődött az 5. század elején, amikor a kínai írásrendszer már rég kifejlődött. A kínai írásrendszernek a japán nyelvhez való hozzáillesztése nagy problémát jelentett, mivel a japán nyelvészet és nyelvtan eléggé különbözik a kínaitól. A japán agglutináló (ragozó) nyelv, ami azt jelenti, hogy a ragok a szavak mögé kerülnek, így szükség volt olyan elemekre is, amelyek jelzik ezeket a ragozásokat. Ez oda vezetett, hogy egyes kínai karaktereket jelentésükre való tekintet nélkül, csak hangzás alapján kezdtek el használni a ragozáshoz. Ezek később leegyszerűsödtek, szótagokként kezdtek funkcionálni, és így alakult ki 9. században a kana írás (仮名), amelyet mind a mai napig szótagírásként használnak Japánban. A 11. században már egyedi japán jellegű kalligráfiai formaként jelent meg.
Az Aszuka-korban (538-710) és Nara-korban (710-794) elterjedt volt a buddhista szútrák másolása, amely tovább erősítette a kínai kultúra megbecsülését. Japán szerzetesek, tudósok mentek ki Kínába, elkezdték tanulmányozni a kínai szövegeket, és másolni kezdték őket. A japán kalligráfiára ebben az időszakban különösen nagy hatást gyakorolt a kínai Csin-dinasztia és Tang-dinasztia alatt kialakuló kara-jó (唐様, jelentése: kínai stílus, lásd: kara-e). Neves kínai mesterek, mint például Vang Hszi-cse (Wang Xizhi), Sótoku japán herceg uralkodása idején nagy hatással voltak a japán kalligráfiára. A legtöbb alkotás az ő stílusában készült, és ez megfigyelhető egészen a Heian-korig (794-1185).

### Japán stílus megjelenése

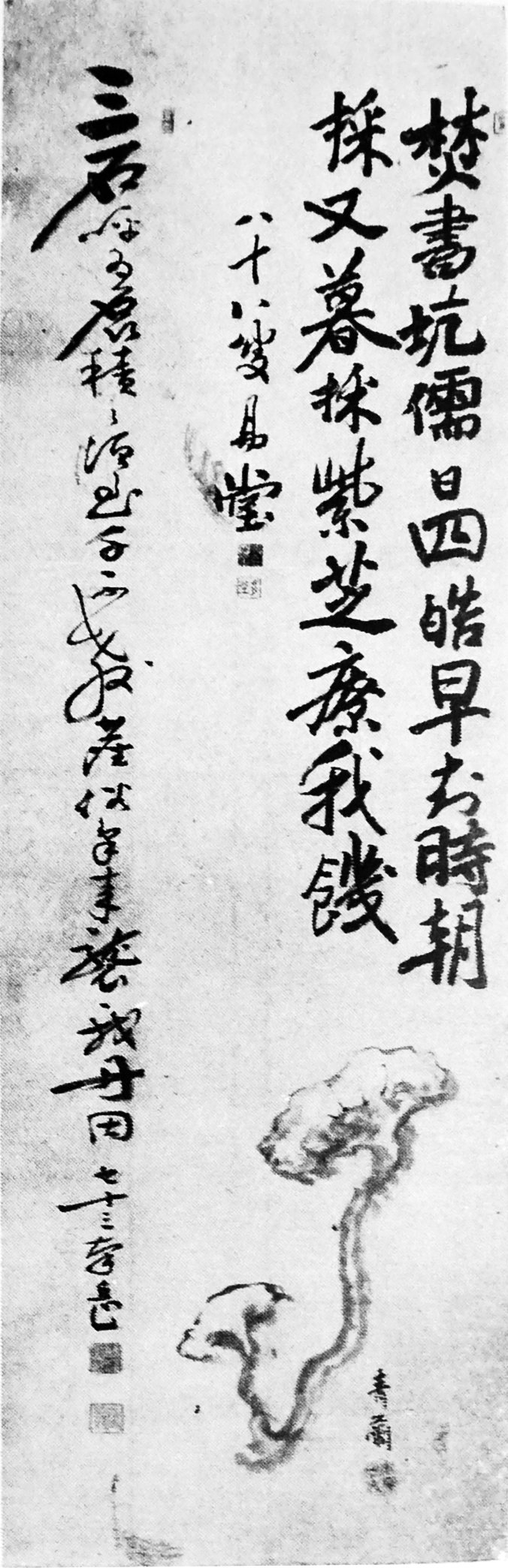
A három kalligráfus műve

A legfontosabb esemény a 10. században történt: kialakult a va-jó sodó (和様書道, jelentése: japán stílusú kalligráfia). Ezt a stílust eredetileg a híres buddhista szerzetes és kiváló kalligráfus Kúkai hozta létre. Ettől a kortól vált elfogadhatóvá, hogy a kínai esztétikától eltérő elemek is belekerüljenek a japán irodalomba és kalligráfiába.
A Kamakura-kor (1185-1333) alatt az írás művészetét erősen befolyásolta a zen buddhizmus. A zen kalligráfiát bokuszekinek (墨跡) nevezik, amely formailag inkább szabadabb, valamint lazább szabályokat követ, és érzelmileg nagyon gazdag. Pont amiatt, hogy nem követi a szabályokat, nagyon absztrakt is tud lenni.
A két stílus (va-jó és kara-jó) iskolái egészen az Edo-korig (1603-1868) békésen megéltek egymás mellett. A 17. század elejétől azonban erős kulturális izoláltság jellemezte a szigetországot és erősödtek a japán kulturális elemek. Ezekben az években egy újabb stílus alakult ki: oie-rjú (御家流, jelentése: a nemes családok stílusa), amit a szamuráj családok stílusának is neveznek. Ez műveltséget szeretett volna adni a középosztályba tartozó családok gyermekeinek. A legfontosabb dolog, amit tanítottak, az írás és az olvasás volt. A gyerekek a tanárok által készített minta (手本, tehon) alapján gyakorolták az írást. Ez a tanulási módszer még a mai napig is megfigyelhető a japán kalligráfiában.
Az Edo-kor végére Japán újra megnyílt a külvilág felé, így a kara-jót is ismét alkalmazni kezdték a kalligráfiában. A kalligráfiai alapstílusok megtanulása (mint például a gjóso, szóso, reiso, vagy tenso stílus) is népszerűvé vált a professzionális kalligráfusok körében.

### A japán kalligráfia ma
A japán közoktatás előírja a kalligráfia művelését az elemi iskolákban. Az órák a japán iskolarendszer szerinti harmadik osztálytól kezdődnek. Középiskolákban a kalligráfia a zene és a festészet mellett a választható tantárgyak egyike. Egyetemeken, például a bölcsésztudományi karokon kalligráfiával kapcsolatos előadások is vannak. Néhány egyetemen van kalligráfia tanszék is, ami a kalligráfia-tanárképzésre fekteti a hangsúlyt.
A japán kalligráfia sok nyugati művészt elbűvölt az évszázadok során. Legtöbbjük maguk is kalligráfusok voltak, de közöttük voltak nevesebb művészek is, akik tanulmányozták és gyakorolták a kalligráfiát párhuzamosan a saját művészetükkel.

## Ismert japán kalligráfusok
Az első oszlopban van feltüntetve a három személy közös és elterjedt megnevezése.
| 三筆 (szanpicu) "Három ecset"                                                     | Kúkai, Szaga császár, Tacsibana (no) Hajanari                                                           |
| 三跡 (szanszeki) "Három ecsetnyom"                                                | no (no) Micsikaze (Jaszeki), Fudzsivara (no) Szukemasza (Szaszeki), Fudzsivara (no) Jukinari (Gonszeki) |
| 書の三聖 (so no szanszei) "Kalligráfia három szentje"                             | Kúkai, Sugavara Micsizane, Ono (no) Micsikaze                                                           |
| 世尊寺流の三筆 (szeszon-dzsi rjú no szanpicu)' "Szeszon-dzsi stílus három ecsete" | Fudzsivara (no) Jukinari, Szeszondzsi Jukijosi, Szeszondzsi Jukitada                                    |
| 寛永の三筆 (kanei no szanpicu) "Kanei-kori három ecset"                           | Honami Kóecu, Nobutada Konoe, Sókadó Sódzsó                                                             |
| 黄檗の三筆 (obaku no szanpicu)' "Óbaku szekta három ecsete"                       | Ingen Rjúki, Mokuan Sótó, Szokuhi Njoicu                                                                |
| 幕末の三筆 (bakumacu no szanpicu) "Három ecset az Edo-kor végén"                  | Maki Rjóko, Icsikava Beian, Nukina Szúó                                                                 |
| 明治の三筆 (meidzsi no szanpicu) "Meidzsi-kori három ecset"                       | Nakabajasi Gocsiku, Kuszakabe Meikaku, Ivaja Icsiroku                                                   |
| 昭和の三筆 (sóva no szanpicu) "Sóva-kori három ecset"                             | Hibino Gohó, Tesima Júkei, Nisikava Jaszusi                                                             |
| 近代書道の父 (kindai sodó no csicsi) "Az elmúlt évek nagymestere"                 | Kuszakabe Meikaku                                                                                       |
| 現代書道の父 (gendai sodó no csicsi)' "A kalligráfia jelenlegi atyja"             | Hidai Tenrai                                                                                            |

## Alapok

### Kalligráfiai stílusok

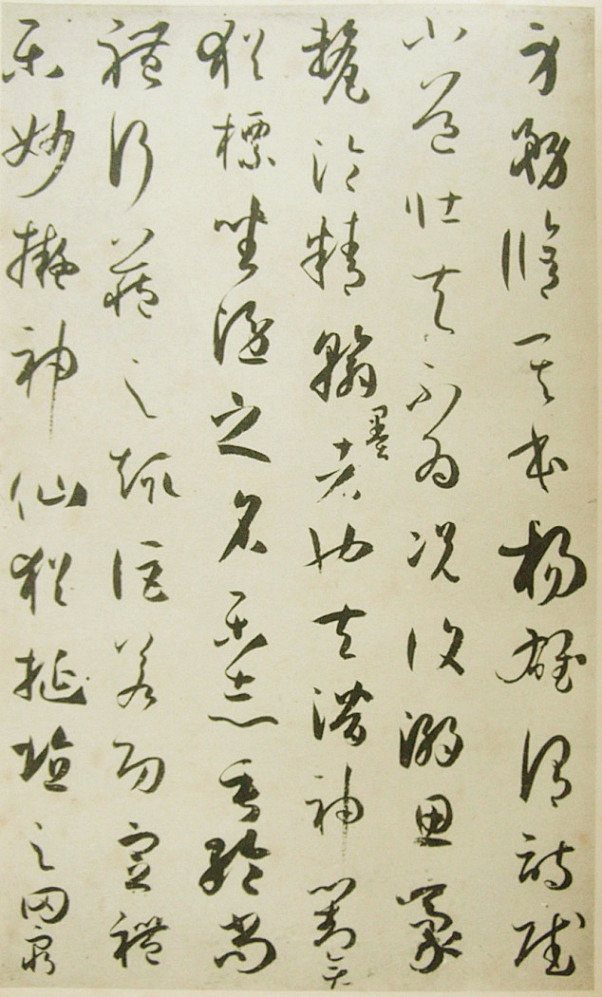
Szóso

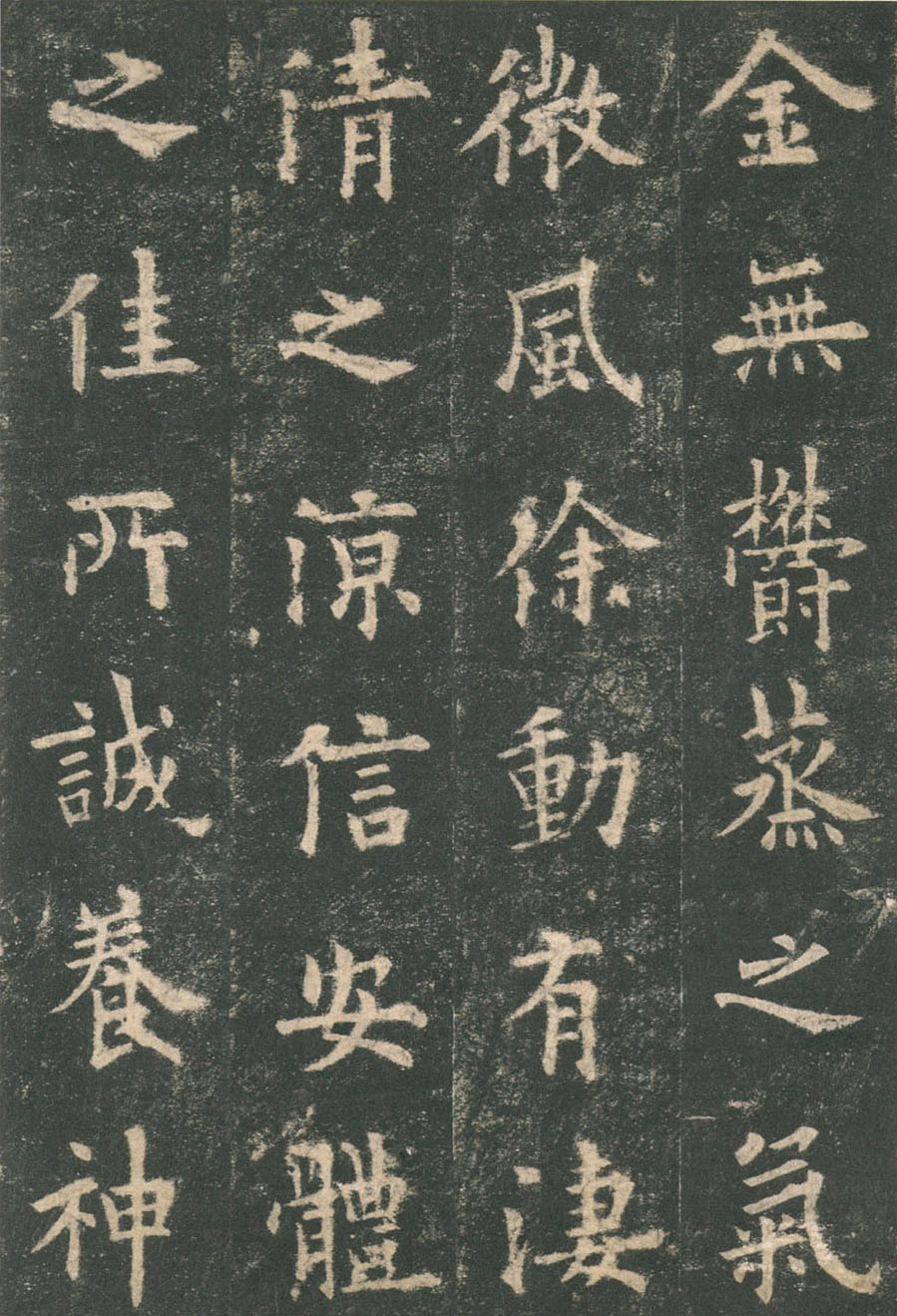
Kaiso

Japánul sotainak (書体) nevezik a betűképet.
A japán kalligráfia a kínai kalligráfiaban gyökerezik. Alapelveit és technikáit illetően nagy hasonlóságot fedezhetünk fel a kettő között, és az írásstílusaik is ugyanazok.
Az alábbi betűképeket használják a kalligráfiában (összefoglaló neve: 毛筆書体 móhicu sotai).
- Archaikus- vagy pecsétírás (添書 tenso): i. e. 3. század elején Kínát egyesítő Csin-dinasztia idejében hivatalos bélyegzőkön vagy pecséteken használták.
- Udvari írás (隷書 reiso): hivatali- vagy hivatalos-írásként ismert írás, amelyet hivatalos okiratok megírásakor használtak.
- Mintaírás (楷書 kaiso): Déli-Han-dinasztia idején, 3-6. század körül használták. Közismertebb és egyben legnépszerűbb írás, amelyet mind a mai napig használnak. A japán írásjegyek mintájául ez a stílusfajta szolgál, sőt, a tipográfia is ezt használja.
- Folyóírás (行書 gjóso): létrejötte az ecset gyorsabb mozgásának köszönhető, aminek következtében egyes vonások összeolvadtak, vagy elmaradtak. Gyakran használják informális írásra ezt a stílust.
- Kurzívírás (草書 szóso): folyamatos és lendületes, szinte folyékony írás, ezért nagyon fontos, hogy jól megtanuljuk és betartsuk a vonássorrendet. Az írásjegyek mérete nem feltétlenül azonos ebben a stílusban, inkább a dinamikusság, az ütemek és a szabad művészi formák kerülnek előtérbe. Több írásjegyet egybemos és az egyes írásjegyek vonásait összevonva rövidíti őket.

Ezek a különböző fajta írások tulajdonképpen visszatükrözik a kínai írás történelmi fejlődését.

### Eszközök
Négy kincsnek (文房四宝 bunbósihó) nevezik a japán - és kínai - kalligráfia alapjául szolgáló négy eszközt: az ecsetet, a tusrudat, a dörzskőt és a papírt. Vannak olyan eszközök is, amelyek a Négy Kincshez nem tartoznak.
| Négy Kincs | Dörzskő (硯 szuzuri)   | Alapanyaga kerámia vagy kő. A szilárd tusrúdból folyékony tust lehet készíteni a segítségével. A felületén található homorú mélyedésbe kell önteni a vizet. A víz a tusrúd törzsölése során feketévé válik, az ideális tus se nem túl sűrű és se nem túl híg. |
| Négy Kincs | Ecset (筆 fude)        | Az ecsettest hagyományosan bambuszból, a sörte része pedig állatszőrből készül. Több méretben kapható. Egy munkán belül általában két ecsetméret használatos: a körülbelül 10 mm átmérőjű vastagabb ecsettel (futofude) írják magát az írásjegyet vagy a kifejezést. A vékonyabb ecset (hoszofude), amelynek körülbelül 5 mm az átmérője, a nevek írására szolgál. A fehér szőrű ecset birkaszőrből, a barna szőrű farkasszőrből, a vegyes szőrű pedig lószőrből készül, ezen kívül van még róka- és nyúlszőrből álló ecset is. |
| Négy Kincs | Rizspapír (半紙 hansi) | Más néven vasi. A lapnak sima és érdes oldala van, az előbbire kell festeni. Jól szívja be a nedvet, ezért a rizspapíron való gyakorlás más eredményt nyújt, mint az újságpapíron való gyakorlás. Annak ellenére, hogy "rizspapírnak" nevezzük, valójában nincs sok köze a rizshez, csak némi rizsszalma található benne. Elsődlegesen növényi rostokból áll a rizspapír, másodlagosan akár rongyokból felszabadított cellulózszálakból is készíthetik.                                                                         |
| Négy Kincs | Tusrúd (墨 szumi)      | A többnyire téglalap alakú fekete rúd a vízben feloldódva folyékony tussá válik. Ez a folyamat igényli a legnagyobb odafigyelést. Valódi alapanyagának többnyire a fenyőkorom számít. A tusrúd felületét díszíthetik mindenféle dombormű feliratok, szimbólumok vagy képek, és önmagában még egy műalkotásnak is számíthat. |

További eszközök
- Folyékony tusoldat (墨汁 bokudzsú): sötétebbé teszi a tus árnyalatát
- Vízadagoló (水差し mizuszasi): a dörzskő homorú mélyedésébe lehet adagolni vele a vizet
- Alátét (下敷き sitadzsiki)
- Papírnehezék (文鎮 buncsin): tartja a lapot, hogy ne mozduljon el. Általában fémből készül.
- Pecsétnyomó (雅号印 gagósirusi)

### A minta követése
A kalligráfiai stílusok elsajátításának egyik módszere, hogy egy adott mintát követünk. Japánul: rinso (臨書). Három ilyen módszert különböztetünk meg (keirin, irin és hairin). Ezek segítségével könnyebben elsajátíthatók az alapelvei a különböző technikáknak és a kéz megfelelő irányításának. Ezt a módszert ősi idők óta alkalmazzák, ilyen például a Nara-korban Kómjó császárnő által készített rinso, ami a Sószó-inban található.
Dzsiun (自運) a rinsoval szemben álló fogalom. Ilyenkor nem követünk semmilyen mintát, hanem a saját képzelőerőnkre hagyatkozva írunk le valamit.
| Keirin (形臨) | A minta pontos követésén van a hangsúly. Kizárólag a technikák elsajátítása a cél. |
| Irin (意臨)   | A szerző szándékának és érzéseinek megértésén, átérzésén van a hangsúly. Megpróbálják átérezni, követni a szerző életmódját, szellemiségét is.                                          |
| Hairin (背臨) | Először megjegyzik a mintát, majd emlékezetből írják le az adott kifejezést vagy betűt. Az így keletkezett stílust saját stílusnak tekintik és a többi munkánál is elkezdik alkalmazni. |

### Alapvonások

A nyolc alapvonás (kínaiul)

Az alapvonásokat nyolc alapvonásnak nevezik, japánul: 永字八法, eidzsi happó. Ezeknek a vonásoknak a gyakorlása a hagyomány szerint esztétikusabbá, harmonikusabbá teszi az írást.
A kalligráfia nyolc alapvonását az ei (永) karakteren láthatjuk, amelynek jelentése: örökkévalóság, állandóság.
1. 側, szoku: ferde, lejtő vonal. Más néven ten (点, jelentése: pont vagy kis vonás).
2. 勒, roku: vízszintes vonal. Ismertebb néven yokokaku (横画).
3. 努, do: egyenes, függőleges vonal. Ismertebb nevén tatekaku (縦画).
4. 趯, teki: más néven hane (はね, jelentése: ugrás). Ezt tartják az egyik legnehezebb vonásnak.
5. 策, szaku: egyik jelentése ostor. Más néven migiagari no jokokaku (右上がりの横画).
6. 掠, rjaku: más néven hidariharai (左はらい, jelentése: balra söprés). Oldalra, lefelé kell húzni a vonalat.
7. 啄, taku: csípés, koppintás. Más néven midzsikai hidariharai (短い左はらい). Fentről kezdődik nagy energiával.
8. 磔, taku: nyújtás (föntről lefelé, jobb oldalra kell nyújtani). Más néven migiharai (右はらい).

## A zen buddhizmussal való kapcsolata

円相, Enszó

A japán kalligráfiára nagy hatást gyakorolt a zen buddhizmus gondolkodása. A zen buddhista tanítások által ihletett kalligráfusok műve a "pillanat" műve. A mű elkészítésére csak egyetlenegy lehetőségük adódik, s az így elkészült művet nem szabad utólag ecsettel korrigálni. A mű elkészítése maximális koncentrációt vesz igénybe. Az ecsetvonás a szerző pillanatnyi állapotát, érzését tükrözi (lásd: Hicuzendo - az ecset zen útja).
A zen által egy önálló japán forma született a kalligráfiában, amelyet gyakran az enszó szimbolizálja (jelentése: felvilágosodást, erőt, univerzumot, nélkülözést szimbolizáló kör). A japán kalligráfiát gyakorlók többsége és a buddhista szerzetesek a zen kalligráfiát gyakorolják.
A zen kalligráfia magasabb fokú gyakorlásához ki kell üríteni a tudatot, illetve hagyni kell az ecsetet, hogy saját útját kövesse. Nem szabad tudatos erőfeszítést tenni. Az elme nélküli, gondolatoktól mentes állapot a musin (無心), amelynek alapja a zen buddhizmus alapelveiben rejlik.

## Fordítás
- Ez a szócikk részben vagy egészben  a   Japanese calligraphy című angol Wikipédia-szócikk Connection to Zen Buddhism című fejezete ezen változatának fordításán alapul.  Az eredeti cikk szerkesztőit annak laptörténete sorolja fel. Ez a jelzés csupán a megfogalmazás eredetét és a szerzői jogokat jelzi, nem szolgál a cikkben szereplő információk forrásmegjelöléseként.
- Ez a szócikk részben vagy egészben  a   Japanese calligraphy című angol Wikipédia-szócikk Today című fejezete ezen változatának fordításán alapul.  Az eredeti cikk szerkesztőit annak laptörténete sorolja fel. Ez a jelzés csupán a megfogalmazás eredetét és a szerzői jogokat jelzi, nem szolgál a cikkben szereplő információk forrásmegjelöléseként.
- Ez a szócikk részben vagy egészben  a(z)   書道 című japán Wikipédia-szócikk 書人 című fejezete ezen változatának fordításán alapul.  Az eredeti cikk szerkesztőit annak laptörténete sorolja fel. Ez a jelzés csupán a megfogalmazás eredetét és a szerzői jogokat jelzi, nem szolgál a cikkben szereplő információk forrásmegjelöléseként.
- Ez a szócikk részben vagy egészben  a(z)   書道 című japán Wikipédia-szócikk 臨書 című fejezete ezen változatának fordításán alapul.  Az eredeti cikk szerkesztőit annak laptörténete sorolja fel. Ez a jelzés csupán a megfogalmazás eredetét és a szerzői jogokat jelzi, nem szolgál a cikkben szereplő információk forrásmegjelöléseként.